# Fjärdskär (Sund, Åland)
Fjärdskär är ett skär i Åland (Finland). Det ligger i Skärgårdshavet och i kommunen Sund i landskapet Åland, i den sydvästra delen av landet. Ön ligger omkring 18 kilometer nordöst om Mariehamn och omkring 260 kilometer väster om Helsingfors.
Öns area är 2,4 hektar och dess största längd är 230 meter i nord-sydlig riktning. Närmaste större samhälle är Jomala, 15,0 km väster om Fjärdskär.